# Toyota Yaris
A Toyota Yaris (Japánban Toyota Vitz) egy kiskategóriás autó, amelyet a japán Toyota Motor Corporation gyárt 1999 óta, a Toyota Tercel utódjaként. Összesen 4 generációja van. A modell 1999 és 2005 között egyes piacokon Toyota Echo néven jelent meg.

## Generációi

### XP10 (1999–2005)

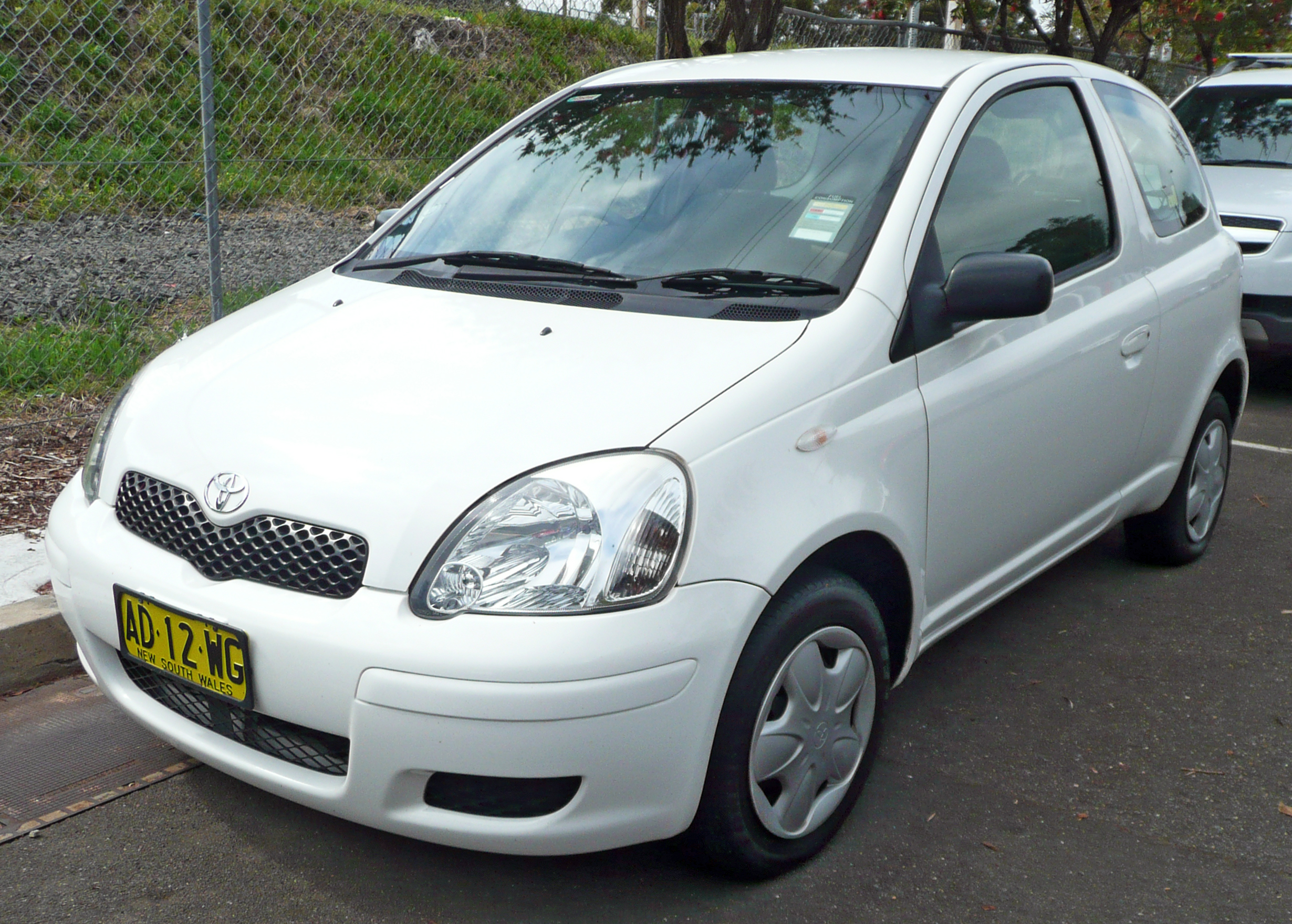
Toyota Yaris 1999–2005

Az XP10 az első generáció. A gyár 1999-től 2005-ig készítette a modelleket.

### XP90 (2005–2010)

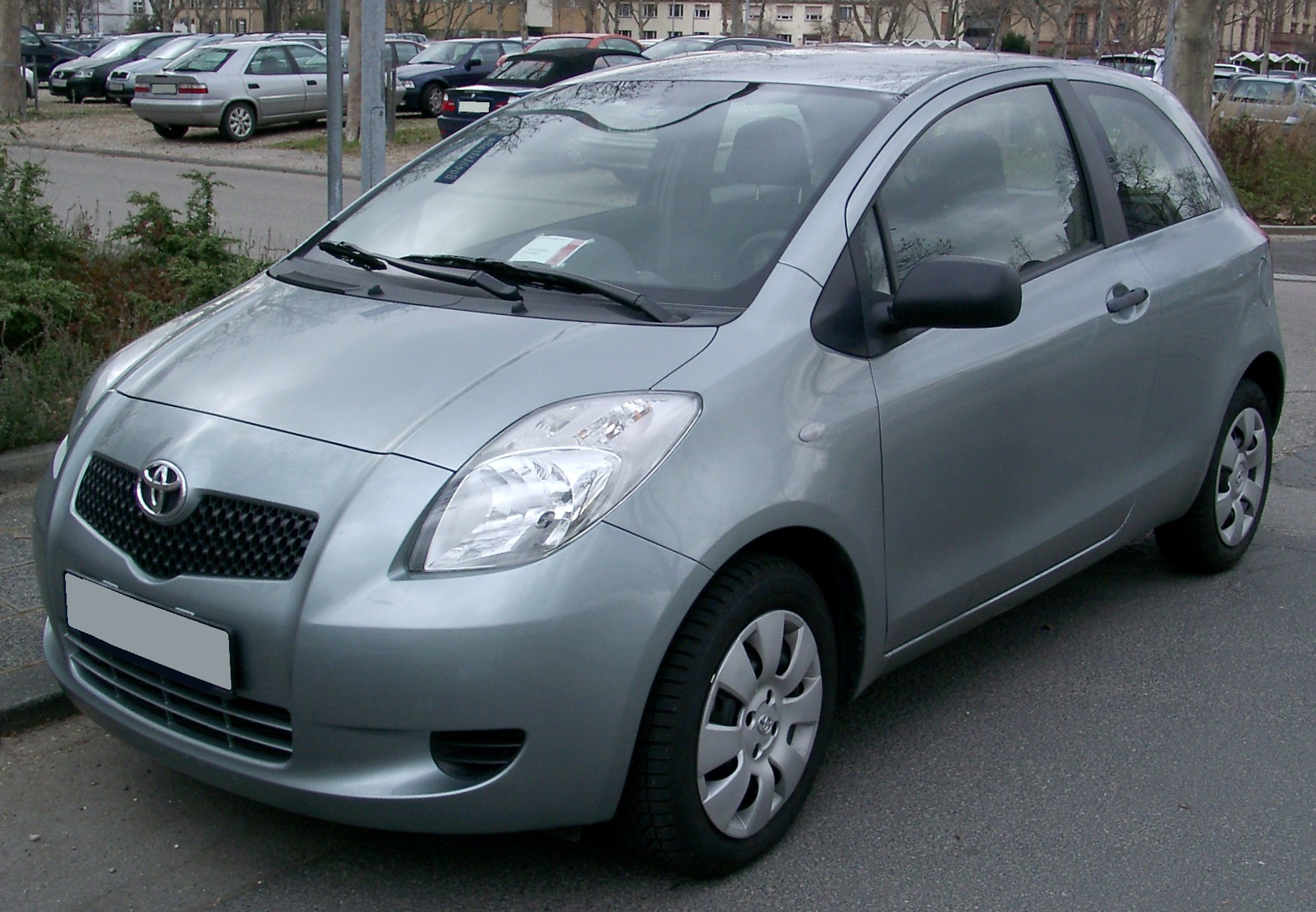
Toyota Yaris 2005–2010

Az XP90 a második generáció. A gyár 2005-től 2010-ig készítette a modelleket.

### XP130, XP150 (2010–2020)

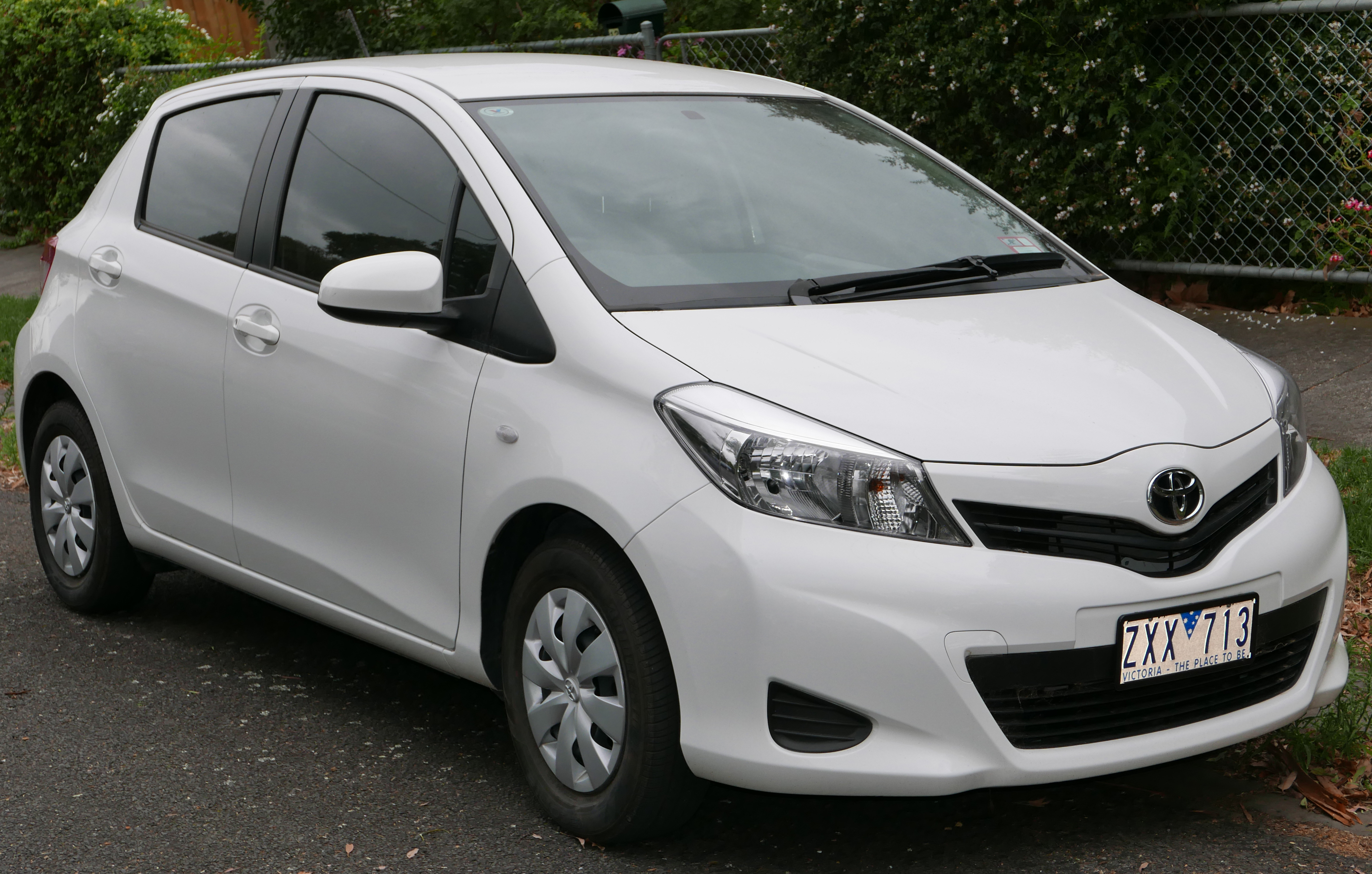
Toyota Yaris 2010–2014

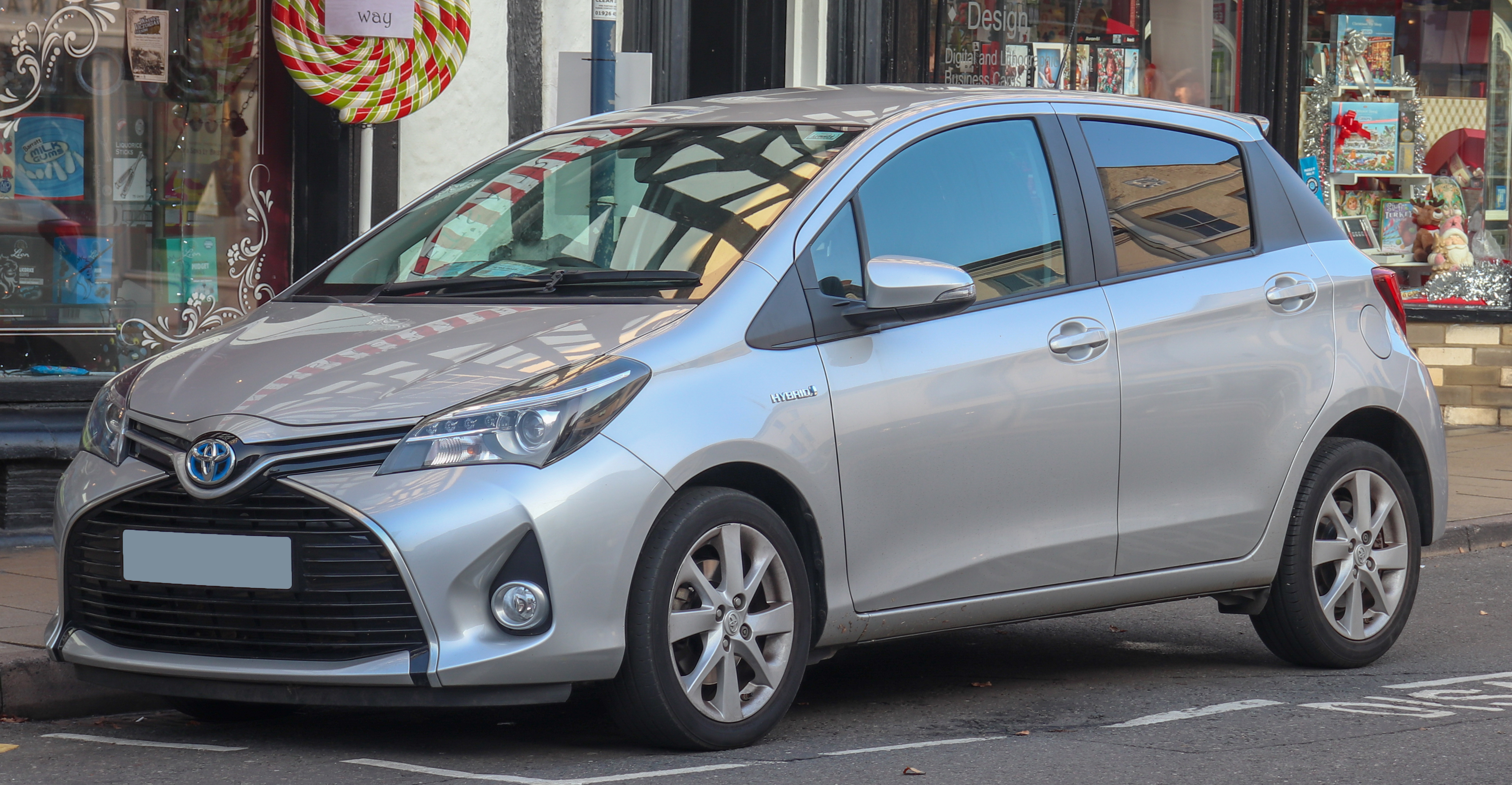
Toyota Yaris 2014–2017

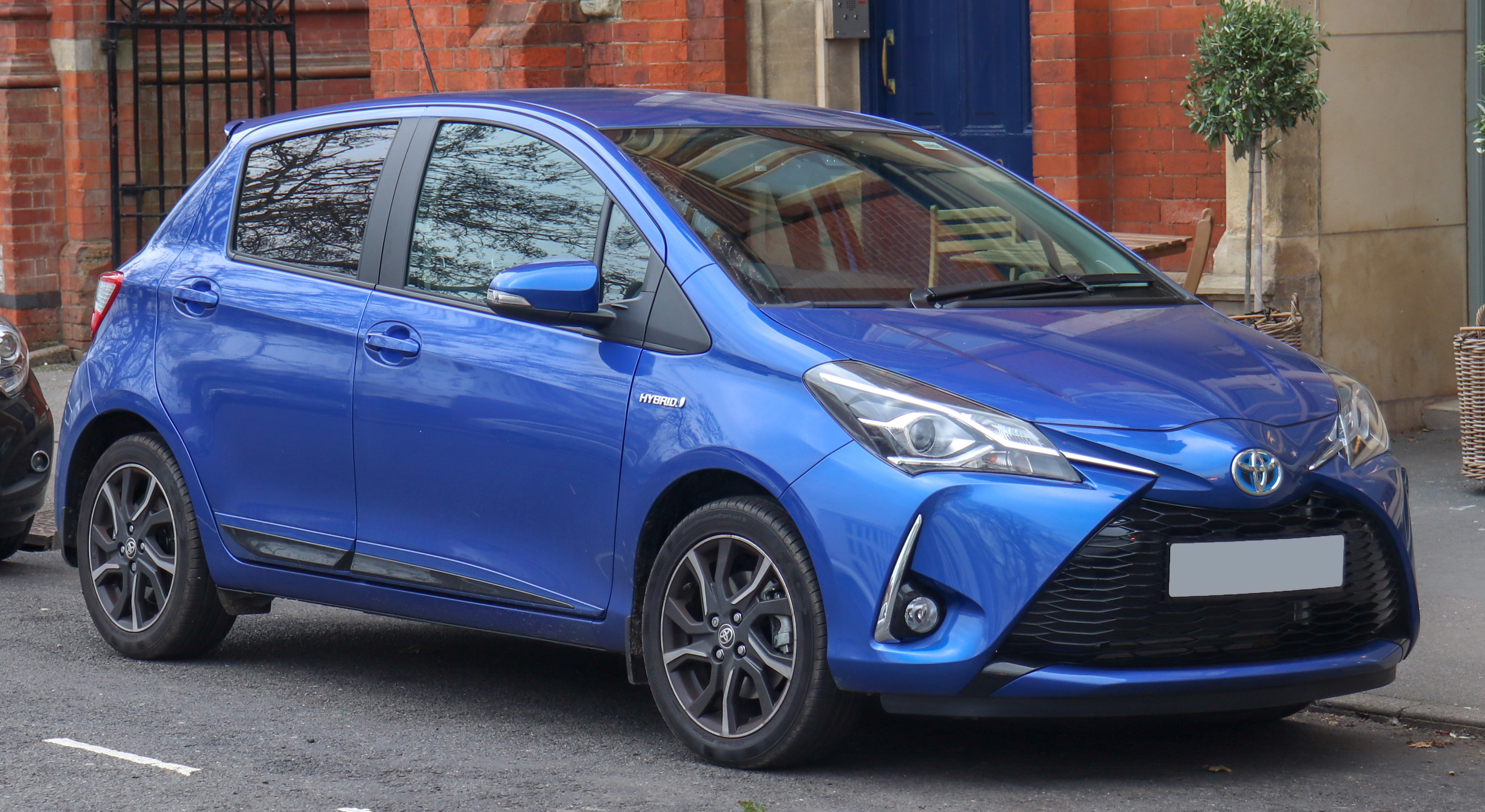
Toyota Yaris 2017–2020

Az XP130/XP150 a harmadik generáció. A gyár 2010-től 2020-ig készítette a modelleket.
XP130/XP150 Pre-Facelift (2010–2014)
Az első fázis. A gyár 2010-től 2014-ig készítette a modelleket.
2014 XP130/XP150 Facelift (2014–2017)
A második fázis. A gyár 2014-től 2017-ig készítette a modelleket.
2017 XP130/XP150 Facelift (2017–2020)
A harmadik fázis. A gyár 2017-től 2020-ig készítette a modelleket.

### XP210 (2020-tól)

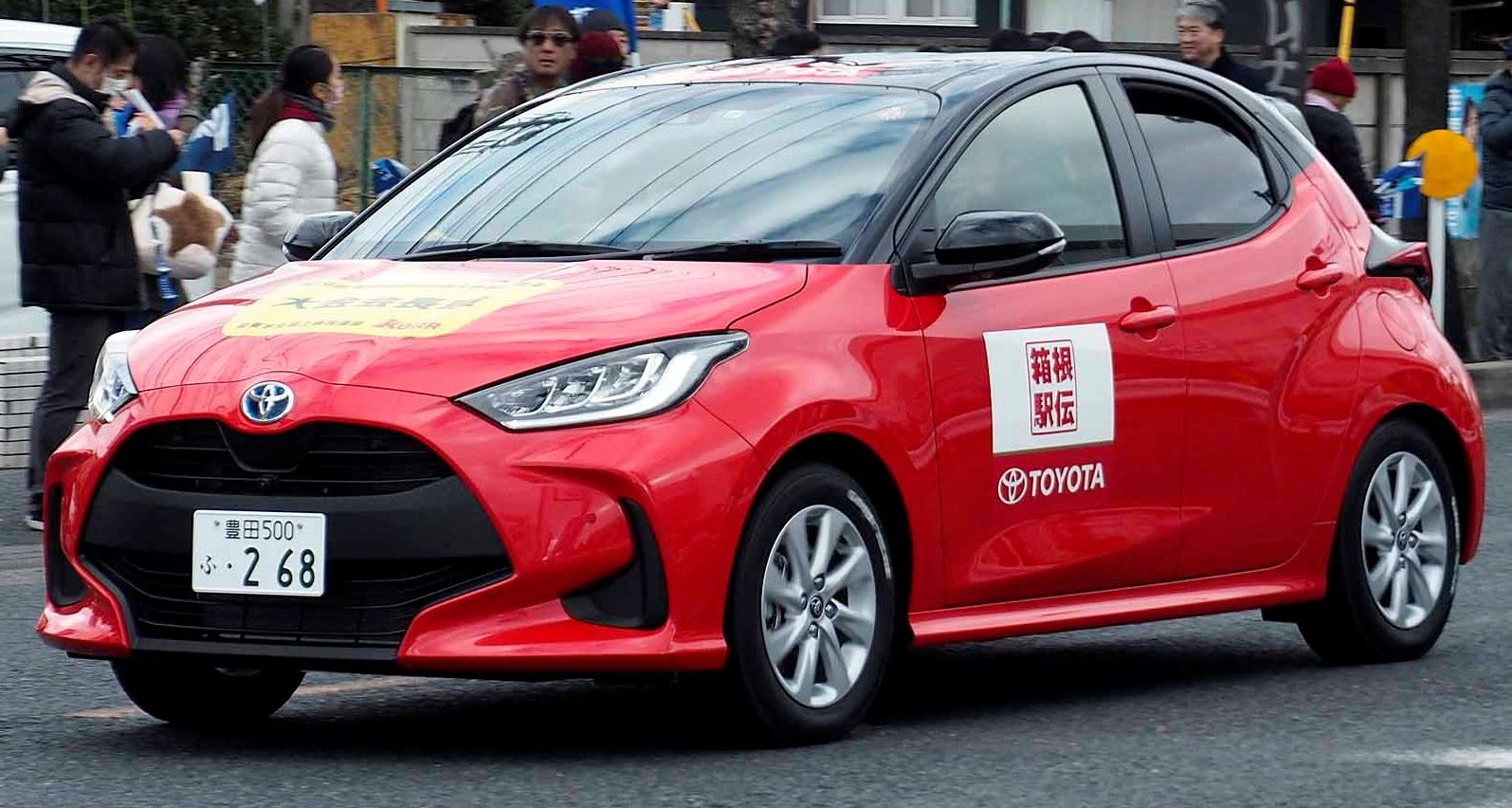
Toyota Yaris 2020-tól

Az XP210 a negyedik generáció. A gyár 2020-tól készíti a modelleket.

## Díjak[forrás?]
- 2000: Az év autója
- 2002: A megbízhatóság élén
- 2003: Az első kisautó amelyből több mint 5 millió darab kelt el
- 2010: A világ legbiztonságosabb autóinak listáján
- 2016: Gyermekvédelemben az első
- 2021: Az év autója

## Fordítás
Ez a szócikk részben vagy egészben  a   Toyota Vitz című angol Wikipédia-szócikk fordításán alapul.  Az eredeti cikk szerkesztőit annak laptörténete sorolja fel. Ez a jelzés csupán a megfogalmazás eredetét és a szerzői jogokat jelzi, nem szolgál a cikkben szereplő információk forrásmegjelöléseként.